# 苏联共产党第二十七次代表大会

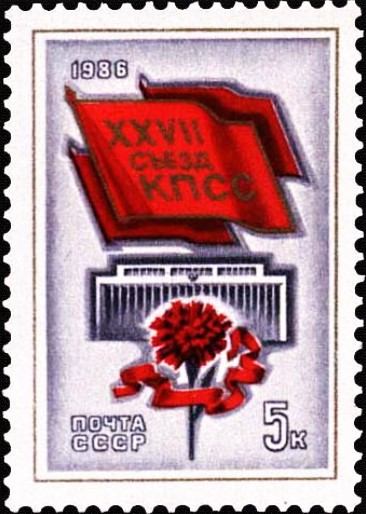
苏共二十七大期间发行的邮票

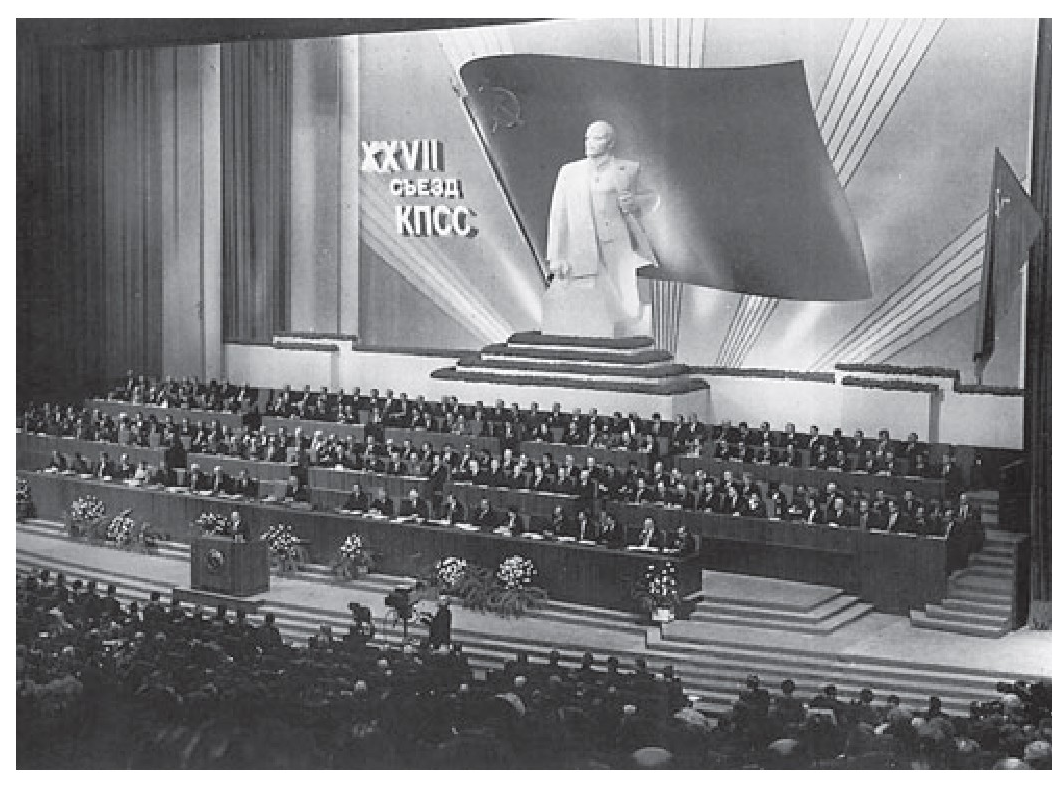
会场

苏联共产党第二十七次代表大会（俄语：XXVII съезд Коммунистической партии Советского Союза），简称苏共二十七大（XXVII съезд КПСС），于1986年2月25日至3月6日在苏联莫斯科举行。152各外国党代表团出席大会。
苏共中央总书记戈尔巴乔夫代表苏共中央做政治报告，内容分六个部分：一、当代世界的主要趋势和矛盾；二、加速国家社会经济发展的战略性方针；三、社会的进一步民主化；四、党的对外政策战略的基本目标和方针；五、党；六、关于讨论党纲新修订本和修改党章的结果。西佐夫作苏共中央检查委员会总结报告。苏联部长会议主席雷日科夫作《苏联1986至1990年以及到2000年的经济和社会发展基本方针》的报告。
大会批判性地总结了苏联70——80年代初的状况，制定了加速国家社会经济发展的战略，提出了到世纪末使经济实力翻一番的目标，确定了对苏联社会生活各领域进行质的改造的方针。大会通过了戈尔巴乔夫的政治报告和雷日科夫的经济报告的决议，通过了新的党纲和党章，选出了新的中央委员会、中央检查委员会。总书记戈尔巴乔夫在闭幕式上讲话。